# أبو بكر قاسم
أبو بكر قاسم هو أويغوري صيني من تركستان الشرقية، اعتقل من قِبل الولايات المتحدة في معتقل غوانتانامو في كوبا. وكان رقم الاعتقال المسلسل الخاص به 283. أفرج عنه وحصل على اللجوء إلى ألبانيا في 8 مايو 2006.

## اعتقاله
في أواخر عام 2001 تم القبض على أبي بكر قاسم جنبًا إلى جنب مع عادل عبد الحكيم من قبل القوات الباكستانية. وتم تسليمهما إلى الولايات المتحدة والتي اعتقلتهم في أفغانستان لمدة ستة أشهر تقريبًا، ثم نُقلوا إلى «معسكر دلتا» في القاعدة البحرية في غوانتانامو. وفي 18 فبراير 2006 نشرت واشنطن تايمز مادة تدعى فيها أن أبا بكر قاسم وعادل عبد الحكيم تلقوا تدريبًا عسكريًا في أفغانستان. وفي 17 أبريل 2006 رفضت المحكمة العليا في الولايات المتحدة طلبه بسماع مرافعته. 